# André Guillabert
André Guillabert, né le 15 juin 1918 à Saint-Louis (Afrique occidentale française) et mort le 24 août 2010 dans la même ville, est un avocat, homme politique et diplomate sénégalais, plusieurs fois ministre, député, sénateur (en France et au Sénégal), maire de Louga et de Saint-Louis.

## Biographie
Avocat, il est issu d'une influente famille créole chrétienne de Saint-Louis.

### Avant l'indépendance
Il commence sa carrière comme membre du Conseil territorial du Sénégal en 1952 puis membre de l'Assemblée de l'Union française en 1957.
Il entre ensuite au Conseil de la République dont il est membre (sénateur) du 8 juin 1958 au 15 juillet 1959. Il siège au groupe socialiste.
Il fait partie des fondateurs du Parti socialiste (PS) sénégalais.

### Après l'indépendance
Premier ambassadeur du Sénégal en France en 1960, il exerce brièvement les fonctions de ministre des Affaires étrangères du Sénégal du 12 novembre au 19 décembre 1962, entre deux mandats de Doudou Thiam. 
De nouveau ambassadeur du Sénégal en France jusqu'en 1978, il est aussi vice-président de l'Assemblée nationale du Sénégal et député-maire de Saint-Louis, sa ville natale.
Âgé, il assiste aux obsèques de l'ancien président du Sénégal Léopold Sédar Senghor en 2002. En 2007, l'ancien président français Jacques Chirac, dont il était proche, lui rend visite à Saint-Louis à l'occasion de son premier voyage en Afrique après la fin de son mandat.

## Distinctions
Il est titulaire des décorations suivantes : Grand-croix de l’ordre national, Grand officier de la Légion d'honneur et de l’ordre national du Mérite, Grand-croix de l’ordre de Saint-Grégoire-le-Grand (Vatican), Commandeur de l’ordre national de la République malgache, de l’ordre royal du Maroc, de l’ordre national de la Côte d’Ivoire, des Palmes académiques, Officier de l’ordre national du Cameroun, de l’ordre national de Guinée, Chevalier de l’Étoile noire et du Mérite agricole